# La vall de Gwangi
La vall de Gwangi  (títol original en anglès: The Valley of Gwangi) és una pel·lícula de western fantàstica de l'any 1969 que va ser dirigida per Jim O'Connolly i escrita per William Bast. La pel·lícula també es coneix com a Gwangi, The Lost Valley, The Valley Time Forgot i The Valley Where Time Stood Still. Va ser filmada en Technicolor. Ha estat doblada al català.
Aquesta pel·lícula és coneguda pels efectes de les criatures que hi apareixen, realitzats per Ray Harryhausen.

## Argument
Al final del segle xix, als Estats Units, un grup de vaquers descobreix i marxa a explorar una misteriosa vall poblada de criatures prehistòriques (animades per Ray Harryhausen), sobretot un Eohippus, un Styracosaurus, un ptéranodon i un Ornithomimus. Després de nombroses peripècies, els aventurers aconsegueixen capturar al llaç un Allosaurus anomenat Gwangi (també animat per Ray Harryhausen), el porten a la ciutat en una gàbia improvisada i l'exposen en un circ. Però el dinosaure aconsegueix escapar-se, es baralla contra un elefant (igualment animat per Ray Harryhausen) i sembra el pànic fins que s'aconsegueix tancar-lo en una catedral on mor en un incendi.

## Repartiment
- James Franciscus: Tuck
- Gila Golan: T.J.
- Richard Carlson: Champ
- Laurence Naismith: Professor Bromley
- Freda Jackson: Tia Zorina
- Gustavo Rojo: Carlos
- Dennis Kilbane: Rowdy
- Mario De Barros: Bean (i com a si mateix)
- Curtis Arden: Lope